# Cinema assamese
Il cinema assamese (Jollywood) è il cinema prodotto e visto principalmente nello stato indiano dell'Assam in lingua assamese.
Nacque nel 1935 quando Jyoti Prasad Agarwala produsse, diresse e musicò il film Joymoti. Nonostante la sua lunga storia e lo spessore artistico non ha mai raggiunto la scena nazionale indiana. Sebbene all'inizio del XXI secolo i film assamesi abbiano mutuato lo stile da Bollywood, l'industria non è stata in grado di competere con quella cinematografia, rimanendo quindi all'ombra del mercato bollywoodiano.